# Норриджвок (переписна місцевість, Мен)
Норриджвок (англ. Norridgewock) — переписна місцевість (CDP) в США, в окрузі Сомерсет штату Мен. Населення — 1351 особа (2020).

## Географія
Норриджвок розташований за координатами 44°43′22″ пн. ш. 69°45′47″ зх. д. / 44.72278° пн. ш. 69.76306° зх. д. (44.722842, -69.762930).  За даними Бюро перепису населення США в 2010 році переписна місцевість мала площу 28,66 км², з яких 27,47 км² — суходіл та 1,19 км² — водойми.

## Демографія
Згідно з переписом 2010 року, у переписній місцевості мешкало 1438 осіб у 594 домогосподарствах у складі 405 родин. Густота населення становила 50 осіб/км².  Було 667 помешкань (23/км²).
Расовий склад населення:
| - 96,5 % — білих - 0,9 % — чорних або афроамериканців - 0,3 % — корінних американців - 0,2 % — азіатів |

До двох чи більше рас належало 1,9 %. Частка іспаномовних становила 0,6 % від усіх жителів.
За віковим діапазоном населення розподілялося таким чином: 22,3 % — особи молодші 18 років, 62,2 % — особи у віці 18—64 років, 15,5 % — особи у віці 65 років та старші. Медіана віку мешканця становила 42,2 року. На 100 осіб жіночої статі у переписній місцевості припадало 95,6 чоловіків;  на 100 жінок у віці від 18 років та старших — 95,5 чоловіків також старших 18 років.
Середній дохід на одне домашнє господарство  становив 60 258 доларів США (медіана — 42 765), а середній дохід на одну сім'ю — 79 500 доларів (медіана — 60 833). За межею бідності перебувало 15,6 % осіб, у тому числі 7,1 % дітей у віці до 18 років та 0,0 % осіб у віці 65 років та старших.
Цивільне працевлаштоване населення становило 542 особи. Основні галузі зайнятості: освіта, охорона здоров'я та соціальна допомога — 34,5 %, виробництво — 20,3 %, роздрібна торгівля — 13,3 %, будівництво — 8,7 %.